# Saceruela
Saceruela è un comune spagnolo di 617 abitanti situato nella comunità autonoma di Castiglia-La Mancia.